# Pinscher miniatura
El pinscher miniatura és una raça de gos del grup dels pinschers originària d'Alemanya, on són anomenats zwergpinscher. Es tracta d'una miniaturització del pinscher alemany que es feia servir originalment per a la caça de rosegadors, especialment de rates. A principis del segle XX el pinscher miniatura era bastant comú en el seu país d'origen, exportant-se per primera vegada als Estats Units l'any 1919, on va ser la primera raça registrada per l'American Kennel Club l'any 1925.

## Morfologia

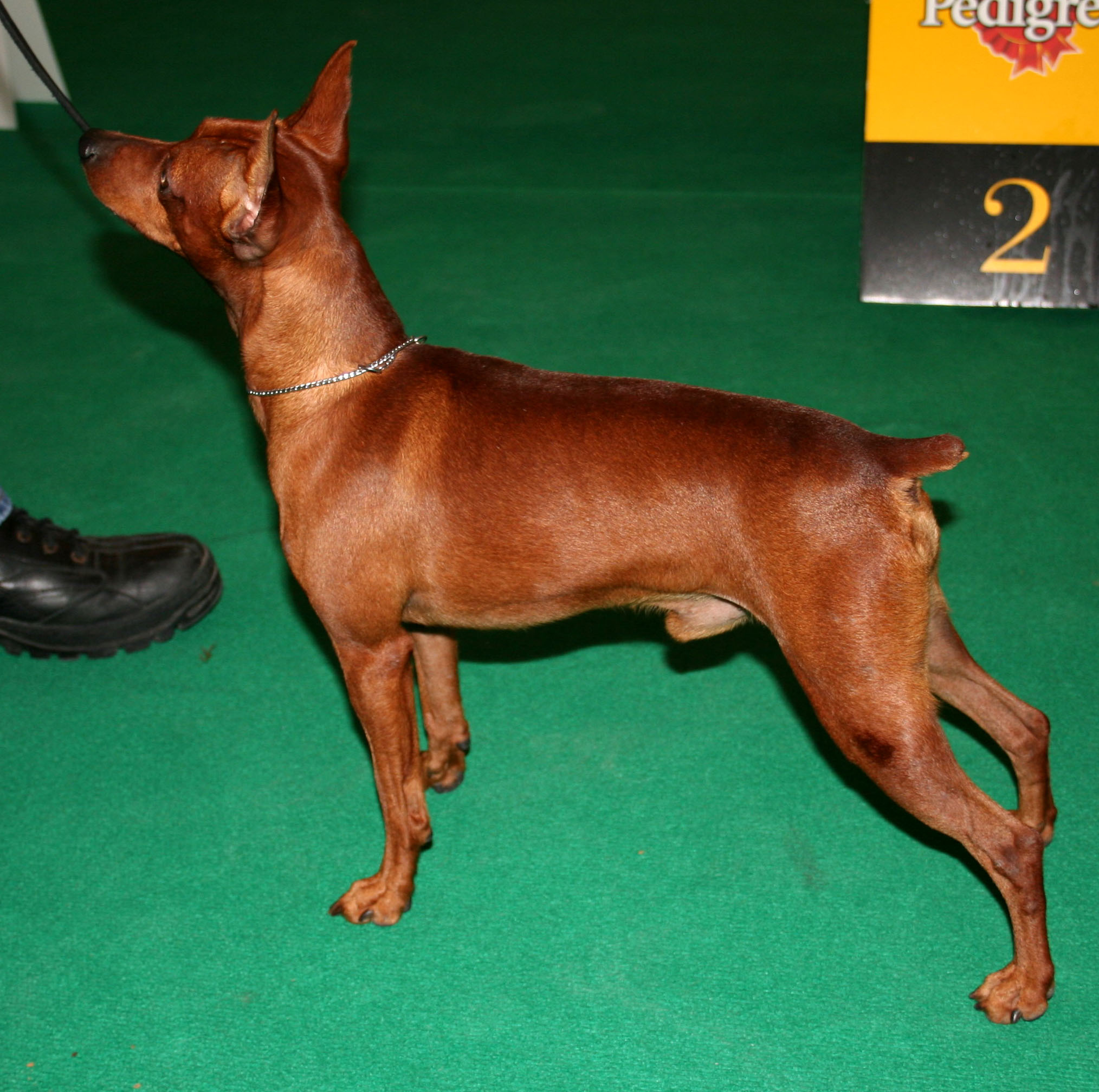
Pinscher miniatura amb les orelles i la cua amputades.

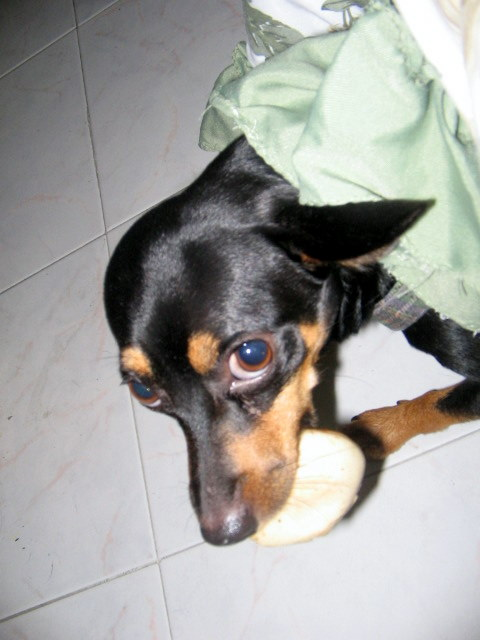
Un pinscher miniatura defensant el seu menjar

Les seves proporcions són quadrades, ja que té la mateixa longitud que alçada a la creu, entre els 25 i els 30 cm. El seu pes oscil·la entre els 4 i els 6 kg. El pèl és curt i llis, admetent només els exemplars monocolors vermells en les seves diferents tonalitats i els exemplars bicolors negres amb marques foc.